# Jelizaveta Bykova

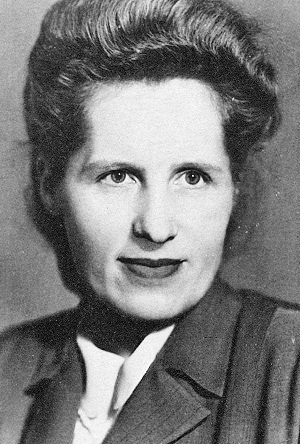
Jelizaveta Bykova

Jelizaveta Ivanova Bykova (Russisch: Елизавета Ивановна Быкова) (Bogoljoebovo, 4 november 1913 - Moskou, 8 maart 1989) was een Russisch schaakster.
In 1950 werd ze internationaal vrouwen-meester en in 1976 vrouwen-grootmeester. In 1952 won Bykova het Kandidatentoernooi in Moskou en in 1953 een match tegen Ljoedmila Roedenko, waarmee ze wereldkampioen bij de vrouwen werd .
In 1956 verloor ze die titel aan Olga Roebtsova maar in 1958 heroverde Bykova de titel op haar en stond voor de tweede maal aan de top.
In 1962 moest ze het onderspit delven tegen Nona Gaprindasjvili maar ze schaakte nog jarenlang door met veel plezier.